# Luchthaven Rabah Bitat
Luchthaven Rabah Bitat (IATA: AAE, ICAO: DABB), eerder bekend als Luchthaven Les Salines, en populairder als Luchthaven El Mallah is een internationale luchthaven in Annaba, Algerije. Het is genoemd naar Rabah Bitat, president van Algerije (1978–1979).

## Terminal
De oude terminal had een capaciteit van 500.000 passagiers. Eerste minister Abdelmalek Sellal wijdde op woensdag 9 maart 2016 de nieuwe terminal in. Deze heeft een capaciteit van 700.000 reizigers per jaar.

## Luchtvaartmaatschappijen en bestemmingen
| Luchtvaartmaatschappij | Bestemmingen                                                                 |
| ---------------------- | ---------------------------------------------------------------------------- |
| Aigle Azur             | Marseille, Parijs-Charles de Gaulle, Parijs-Orly                             |
| Air Algérie            | Algiers, Istanbul Atatürk, Lyon, Marseille-Provence, Nice, Oran, Parijs-Orly |
| Tassili Airlines       | Algiers, El Oued, Hassi Messaoud, In Salah, Tamanrasset                      |